# Ermanno Raeli
Ermanno Raeli è un romanzo di Federico De Roberto pubblicato per la prima volta nel 1889.

## Trama
Un narratore anonimo racconta la vita di Ermanno Raeli, da lui personalmente conosciuto. «Ermanno Raeli era rimasto orfano a ventun anno. Figlio di un siciliano e d'una tedesca, i tratti caratteristici delle due razze si mostravano curiosamente commisti nella sua persona e nella sua personalità». Ermanno è appassionato, scrive versi, ha tuttavia una tendenza al misticismo e alla fuga della realtà. Dopo un lungo viaggio in Europa, nel corso del quale ha avuto numerosi incontri intellettuali e sentimentali, si stabilisce a Palermo. Nella città siciliana Ermanno è affascinato soprattutto da due donne: Rosalia di Verdara, moglie del suo amico conte Giulio di Verdara, e la giovane Massimiliana di Charmory, giunta a Palermo coi suoi zii d'Archenval. Ermanno evita Rosalia, per lealtà nei confronti dell'amico, e cerca l'amore di Massimiliana. Costei, però, si sente indegna: rimasta orfana in giovane età, ha subito violenza carnale da parte di Gastone di Précourt, turpe padre della viscontessa d'Archenval. La situazione precipita durante una festa all'Hôtel des Palmes: Ermanno chiede in moglie Massimiliana, ma costei, ancora angosciata per la violenza subita, sviene. Ermanno va via; Massimiliana è confortata da Rosalia, che sa delle vicissitudini della giovane. Le due donne decidono di recarsi a casa di Ermanno per spiegare; ma quando vi giungono scoprono che Ermanno s'è ucciso.

## Critica
Ermanno Raeli è, cronologicamente, il primo romanzo scritto da Federico De Roberto. L'autore, nato nel 1861, prima di allora aveva pubblicato una raccolta di poesie (Encelado, nel 1887) e due raccolte di racconti: La sorte nel 1887, ispirata alle Novelle rusticane di Giovanni Verga, e Documenti umani nel 1888, ispirata ai dettami della scuola naturalistica di Paul Bourget e un'attenzione agli aspetti più decadenti di una società aristocratica in disfacimento.
Carlo Alberto Madrignani, nell'«Introduzione» al volume de I Meridiani dedicato a De Roberto, afferma che se fino ad allora De Roberto aveva assimilato la lezione del romanzo francese più recente soprattutto per quanto riguardava le pagine di intonazione introspettiva e psicologica, in Ermanno Raeli prevale un'insistenza autobiografica tardoromatica accompagnata dalla tipica problematica alla Bourget sul problema dell'amore e dell'onore. L'opera sarebbe «già superata al suo apparire con quel suo appassionato rovello morbosamente adolescenziale calato in un turgore narrativo che suggerisce una retrodatazione stilistica nei confronti della Sorte»; tuttavia in Ermanno Raeli «si rivela un motivo che sarà poi ricorrente in De Roberto, quello dell'immaturità e della tragicità del rapporto con la donna, la cui immagine idealizzata incombe con una forte carica sessuofobica su ogni possibile sviluppo dell'intreccio amoroso».

## Edizioni
- F. De Roberto, Ermanno Raeli: racconto, Milano: Libreria ed. Galli, 1889, 265 p.
- F. De Roberto, Ermanno Raeli: racconto, Milano: Milano: Baldini, Castoldi & C., 1902, 265 p.
- Federico De Roberto, Ermanno Raeli; Nuova edizione riveduta, con l'aggiunta di un avvertimento e di un'appendice, Milano; Roma: A. Mondadori, 1923, 307 p.
- Federico De Roberto, Ermanno Raeli: romanzo, Milano: Marinotti, 2010, 149 p., ISBN 978-88-8273-115-1